# Юстин Спирлак
Юстин Спирлак (пол. Justyn Spyrłak; у хрещенні Ян; 7 грудня 1895, м-ко Броновиці, нині в складі м. Кракова, Польща — 2 липня 1941, Чортків, нині Україна) — польський католицький священник, слуга Божий католицької церкви, вбитий НКВС.

## Життєпис
Юстин Спирлак народився 7 грудня 1895 року у містечку Броновицях, нині в складі м. Кракова.
15 вересня 1912 року вступив до домініканського ордена в Кракові. 15 вересня 1913 року він прийняв останню чернечу обітницю, отримавши чернече ім'я Юстин. У 1919 році висвячений на священника. Вивчав філософію (1919) та богослов'я (1923). Спочатку він був ключарем у Краківському монастирі, потім його перевели до Жовкви, де він був катехитом в учительській семінарії сестер Феліціанок і префектом інтернату. У 1930—1933 роках був настоятелем Ярославського монастиря, де в перебудованому крилі будівлі організував притулок для учнів будівельних шкіл. Пізніше служив у Львові, де був сповідником черниць та економом монастиря. У 1935 році його остаточно перевели до Чорткова, де спочатку він служив катехитом, а з 1937 року був настоятелем місцевого монастиря і костелу Святого Станіслава. Домініканці одночасно вели тамтешню парафію. Монастир був центром динамічної апостольської діяльності серед інтелігенції, він також оточував опіку над школами, молодіжними товариствами та ув'язненими.
Коли в 1930-х роках польські домініканці включилися в акцію «Свій до свого по своє», о. Юстин Спирлак брав активну участь в цьому, як економ і настоятель. На монастирській власності у Чорткові він замовив будівництво універмагу. Для його обслуговування він привіз купців з Великопольська.
У роки до початку війни в Конвенті проходили з'їзди і курси активістів Католицької акції, зборів інтелігенції та зборів навколишнього духовенства. Ця широка діяльність була перервана після радянської агресії у вересні 1939 року. Незважаючи на переслідування та тиск, о. Юстин Спирлак залишався зі своїми побратимами в монастирі в Чорткові, який окупант здебільшого перетворив на військову казарму. Священник Павло Кілар (пол. Paweł Kielar), котрий тоді відвідував монастир, тричі писав, що «атмосфера готовності до будь-яких жертв була характерною для всіх ченців. Надавалася вона також парафії». Настоятель дозволив польським підпільним організаціям збиратися у костелі. На переломі 1939—1940 року в костьольному хорі відбулася обітниця організаторів підземелля. У день початку Чортківського повстання 21 січня 1940 року підпільники також зібралися в костелі і вийшли з неї черговими групами на акцію.

### Смерть
Після нападу Німеччини на СРСР НКВС справив різанину ув'язнених у Чорткові та інші злочини. Покинувши місто 2 липня 1941 року вранці, співробітники НКВС за погодженням з військовою частиною увірвалися в монастир і вбили. Четверо з них були вбиті в монастирі, а о. Юстина та інших вивели в передмістя Старого Чорткова під назвою Бердо, над річкою Серетом, де були вбиті пострілами в потилицю.
Звістка про смерть домініканців швидко поширилася по всьому місту та околицях. На тому місці, де вони лежали, зібралися натовпи людей. «Хтось із зібраних з найбільшим благоговінням став на коліна і занурював хустки в свою кров, інші збирали криваву землю в горщики, цілували місце, де лежали тіла». Незважаючи на всі зусилля, влада не дозволила поховати вбитих у монастирській могилі, лише в тому місці, де їх знайшли. Співробітники НКВС також розграбували костел, знищивши предмети культу та зневаживши Пресвяте Таїнство, яке було вилито з банок та розтоптано, і нарешті спалили монастир. Коли в неділю, 6 липня, до Чорткова увійшли німецькі війська, в чернечій гробниці поховали вбитих ченців і відслужили поминальну месу. На похоронах був присутній натовп місцевих жителів.
Юстин Спирлак ОП запам'ятався в ордені, як мученик. Домініканський історик Емануїл (пол. Emanuel Działa) записав, що о. Юстин з кількома побратимами, які «згодом померли мученицькою смертю», брав участь до початку війни в чернечих відступах, які вів о. Яцек Воронецький (пол. Jacek Woroniecki) і закликав молитися «про благодать мучеництва». У п'ятдесяту річницю їх смерті, 2 липня 1991 року, були ексгумовані тіла о. Юстина і його побратимів і поховані на місцевому кладовищі. У 2006 році у Львівській архиєпархії розпочався процес з беатифікації Яна Юстина Спирлака та його сподвижників. Затверджений Конгрегацією Канонізаційних справ під номером 2722. Кардинал Мар'ян Яворський, митрополит Львівський, заявив, що «різанина восьми домініканців була здійснена з ненависті до віри, ненависті до Господа» і висловив сподівання, що за допомогою Бога він зможе з радістю завершити процес канонізації чортківських мучеників.